# Donji Dubovec
Donji Dubovec is een plaats in de gemeente Križevci in de Kroatische provincie Koprivnica-Križevci. De plaats telt 33 inwoners (2001).